# Гибер, Борис Владимирович
Борис Владимирович Гибер (1897, город Херсон, Херсонская губерния, Российская империя — 7 августа 1937 (18 декабря 1938), РСФСР, Советский Союз) — партийный и хозяйственный деятель, руководитель главка маслодельно-сыроваренной промышленности Наркомпищепрома СССР, член коллегии народного комиссариата снабжения СССР.

## Биография
Участник XIV Всероссийского съезда Советов рабочих, крестьянских и красноармейских депутатов в 1929. Секретарь Сокольнического райкома ВКП(б), к которому относилось и здание органов госбезопасности на Лубянке. Второй заместитель В. Р. Менжинского, начальник иностранного отдела М. А. Трилиссер обвинил Г. Г. Ягоду в том, что тот пьянствует с оппозиционерами (один из собутыльников, секретарь Сокольнического райкома Б. В. Гибер, был «правым»). Затем возглавлял Главное управление маслодельно-сыроваренной промышленности Наркомпищепрома СССР в Москве, член коллегии народного комиссариата снабжения СССР при А. И. Микояне.

## Репрессии
21 апреля 1937 арестован в Ростове-на-Дону Ростовской области и 7 августа 1937 приговорён к 10 годам без права переписки. В 1955 посмертно реабилитирован и восстановлен в партии.